# Heinrich Friedrich Füger
Heinrich Friedrich Füger (Heilbronn, Württemberg, 8 de diciembre de 1751-Viena, 5 de noviembre de 1818) fue un pintor de género histórico.
Fue alumno de Nicolas Guibal en la Academia de Bellas Artes, en Stuttgart y de Adam Friedrich Oeser en Leipzig. Después viajó y pasó algún tiempo en Roma y Nápoles, donde pintó frescos en el Palazzo Caserta. A su regreso a Viena fue nombrado pintor de la corte, profesor y subdirector de la Academia, y en 1806 director de la Galería Belvedere. 
Pintó al estilo clásico de David y Mengs y tenía cierta inclinación por la teatralidad. Fue director de la Academia de Viena cuando surgió la Hermandad de San Lucas

## Obras
Entre sus pinturas históricas se encuentran: 
- El adiós de Coriolano (Galería Czernin, Viena).
- Alegoría de la Paz (1801), y otros cuatro cuadros en la Galería de Viena.
- Bathsheba (Galería de Budapest).
- Y entre sus retratos, los del emperador José II, la Gran Duquesa Isabel. la reina Carolina de Nápoles, y Horatio Nelson, primer Vizconde Nelson, (National Portrait Gallery, Londres).
- János Batsányi (Budapest, Magyar Nemzeti Múzeum), 1808.
- Ejecución de una vestal (San Petersburgo, Ermitage), 1790–1815.
- Autorretrato (Stuttgart, Staatsgalerie), h. 1810.
- Prometeo lleva el fuego a los hombres (Viena, Liechtenstein Museum), h. 1817.
- El asesinato de César (Viena, Museum Karlsplatz).
- La muerte de Germánico (Viena, Academia de las Bellas Artes).
- Autorretrato (Viena, Academia de las Bellas Artes).
- La muerte de Virginia (Viena, Academia de las Bellas Artes).
- Retrato de Franz Zauner (Viena, Academia de las Bellas Artes).

## Galería

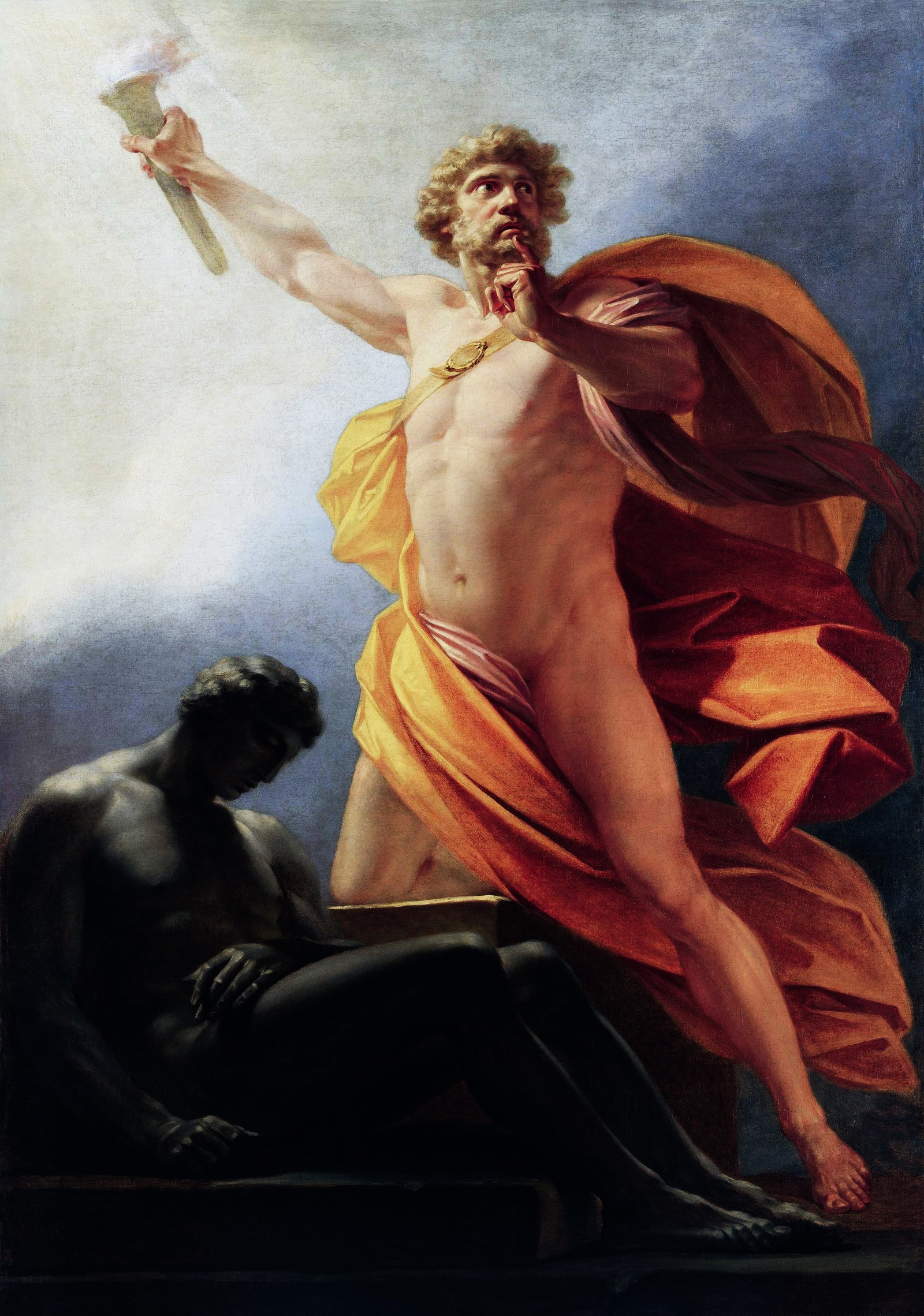
Prometeo trae el fuego a la Humanidad
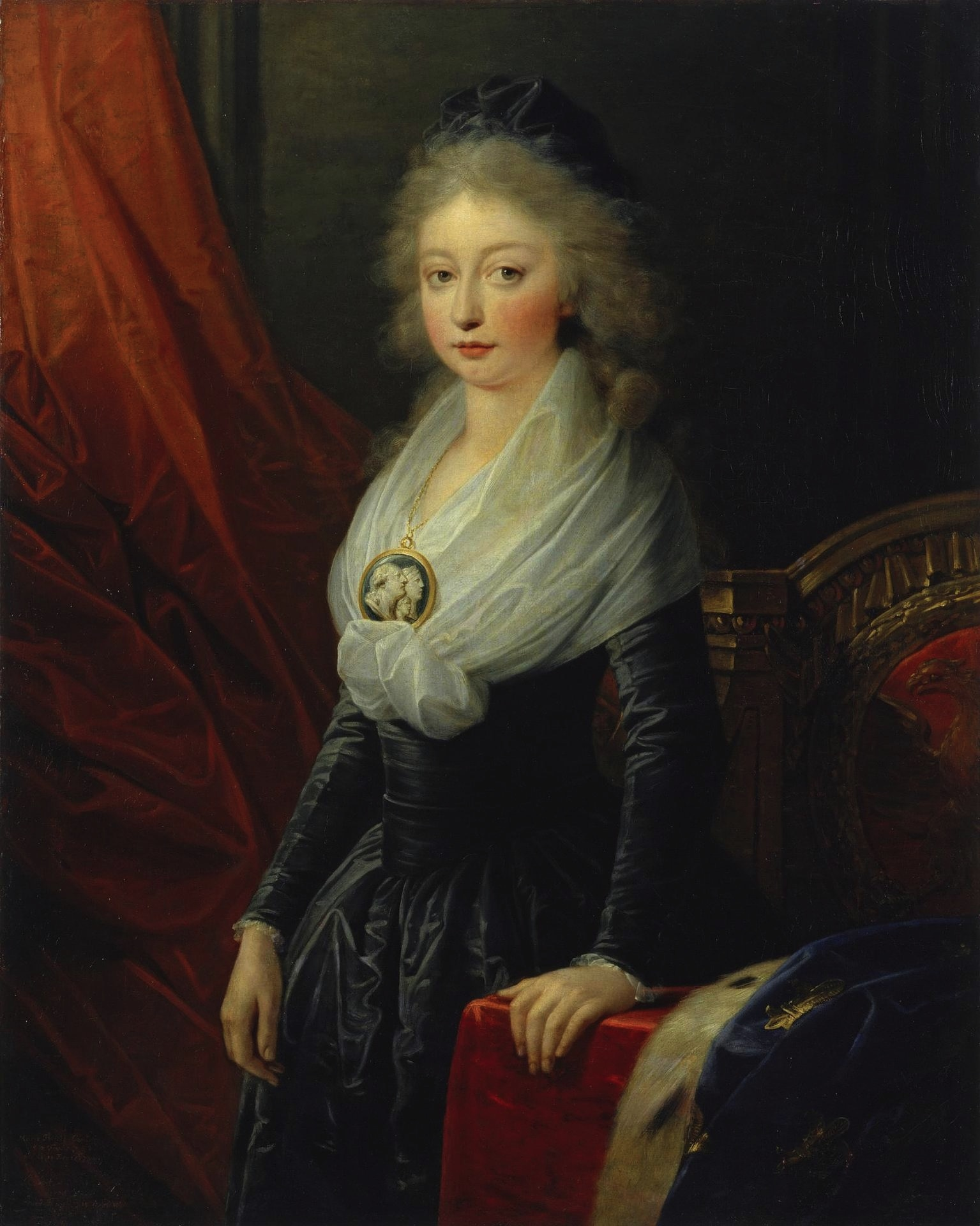
Retrato de María Teresa de Borbón, 1783.
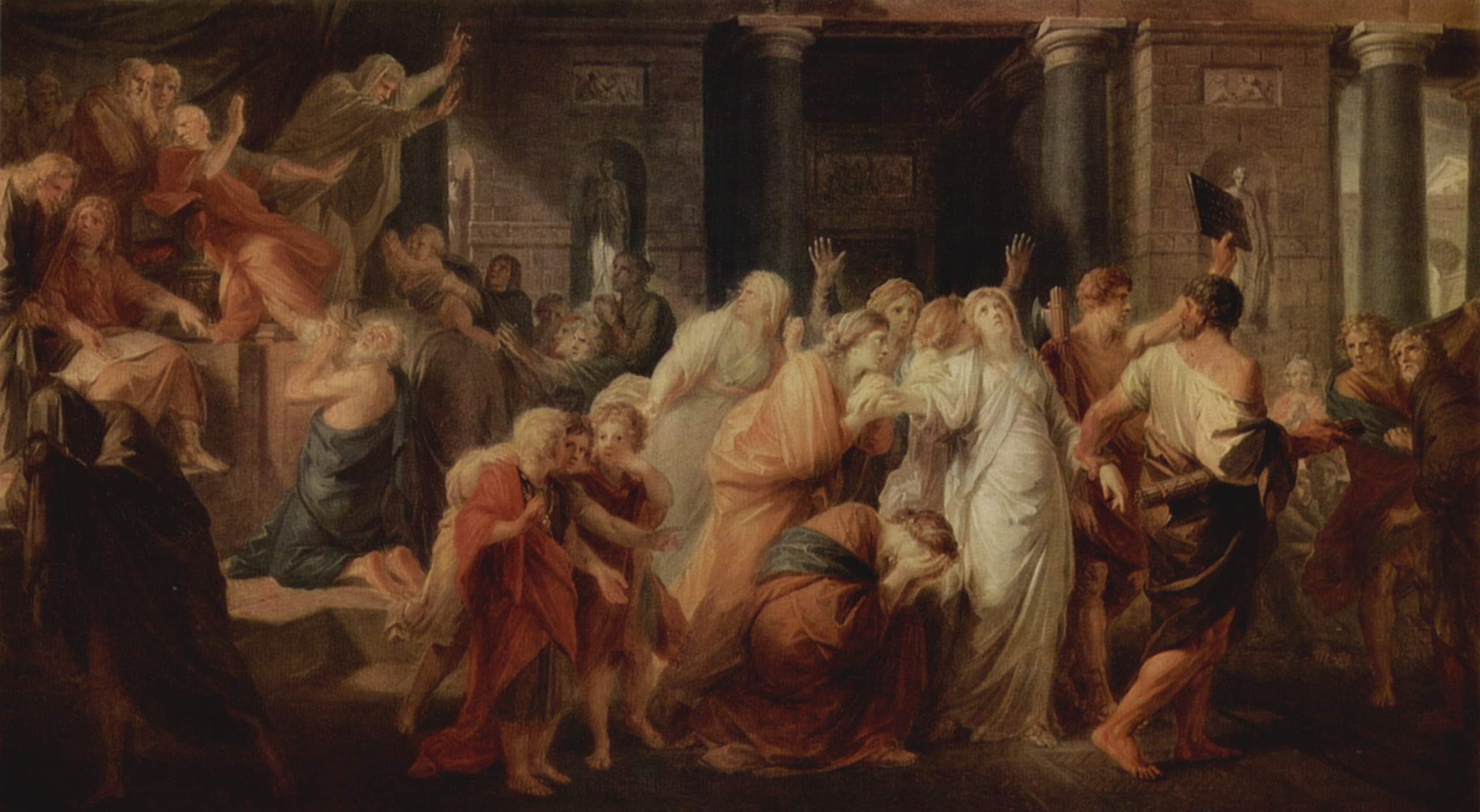
Ejecución de una vestal, 1790-1815.
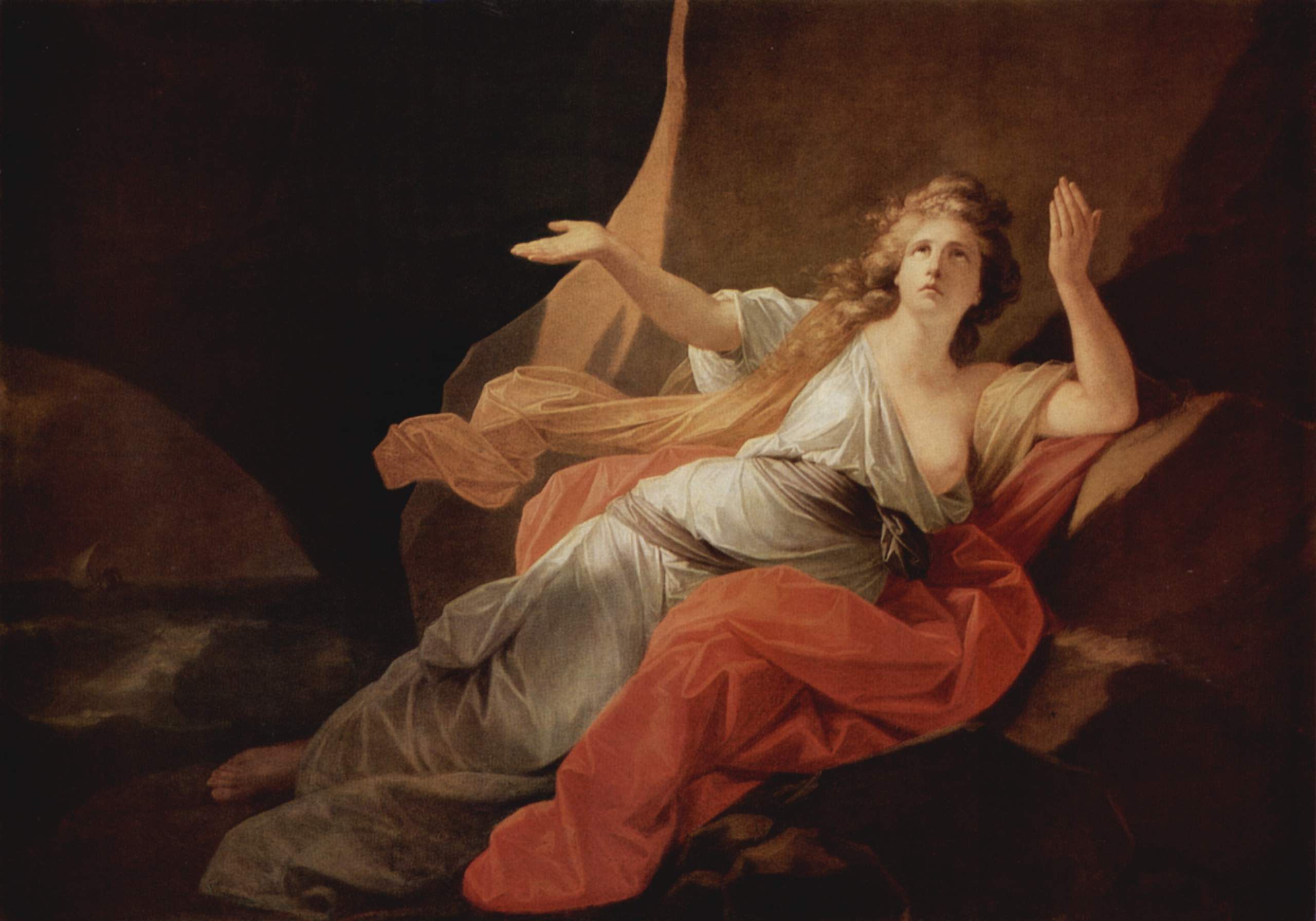
Muerte de Dido, 1792.
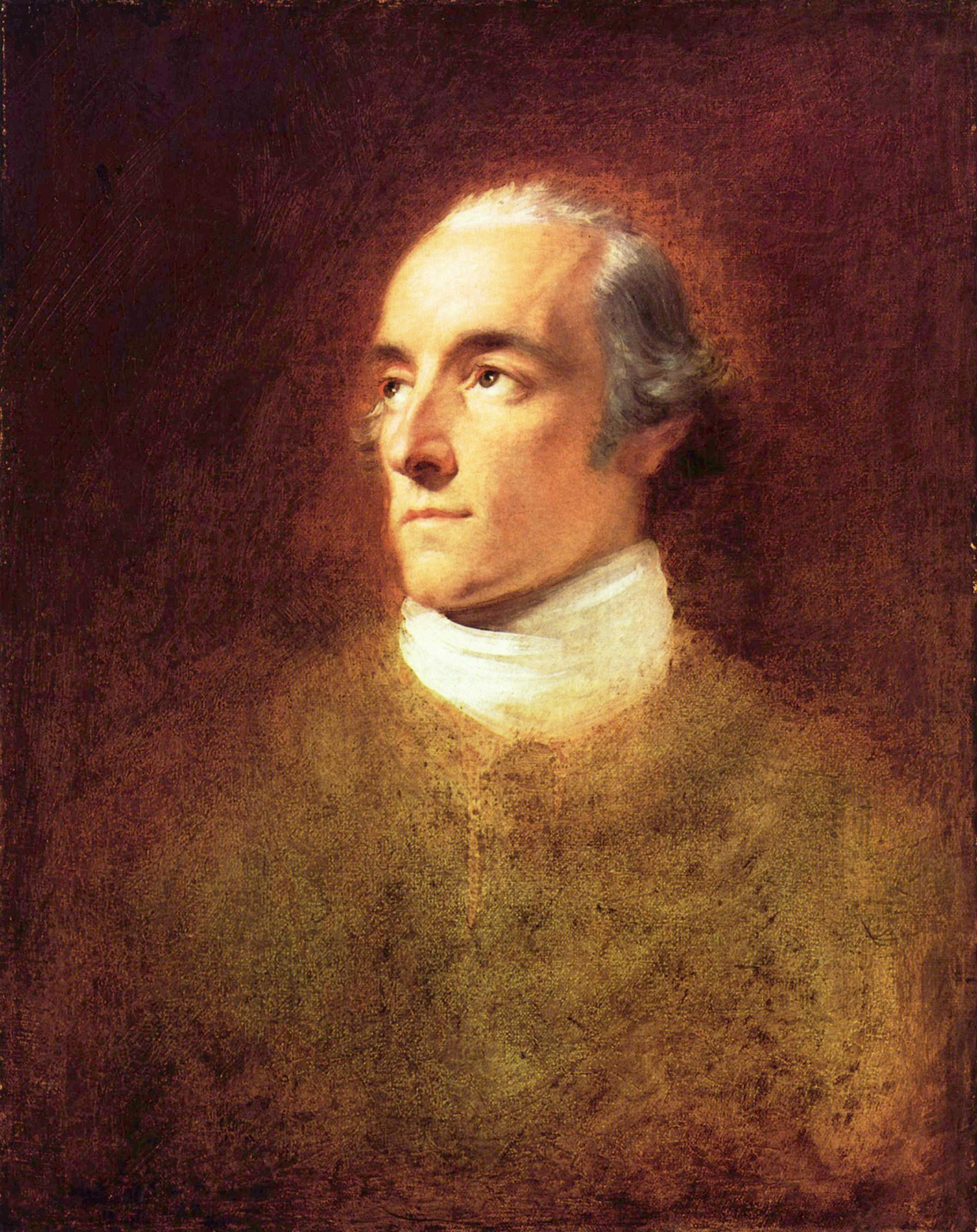
Retrato de Franz Joseph Conde Saurau, h. 1797.